# Thibaud de Rougemont
Pour les articles homonymes, voir Rougemont.
Thibaud de Rougemont, mort à Rome en 1429, est un prélat du XIVe siècle et du début XVe siècle, issu de la famille de Rougemont.

## Biographie
Issu d'une famille illustre dans le comté de Bourgogne, Thibaud de Rougemont est élu évêque de Mâcon, en 1389.
Il prend possession du siège archiépiscopal de Vienne, le 8 décembre 1395. On lui doit l'établissement des dominicains et des carmes à Vienne et l'union  du prieuré de Serre à l'abbaye Saint-Pierre de Vienne.
En 1397, il baptise, à Paris, Louis, le fils du roi de France, Charles VII.
En 1400, un arrêt du roi-dauphin rétablit l'archevêque et son chapitre dans leurs prérogatives temporelles sur Vienne. En 1402, les archevêques de Vienne sont devenus abbés perpétuels de l’ordre de Saint-Chef et seigneurs du bourg et de ses dépendances, le château de Saint-Chef est pris et ruiné dans la guerre acharnée que se font Thibaud de Rougemont  et les frères Guy et Jean de Torchefelon, ceux-ci ayant refusé de faire hommage à l’archevêque de leur château de Montcarra. Le fougueux prélat attaque brusquement ce château et le brûle. Les Torchefelon prennent et incendient celui de Saint-Chef, en font autant de celui de Seyssuel et ravagent tous les environs. Lorsque le gouverneur du Dauphiné intervint pour chercher à arrêter ces désordres scandaleux. Rougemont excommunie les officiers du roi. L’année suivante, les Torchefelon brûlent le château de Mantaille. Les troupes de l'archevêque incendient à leur tour le château de Torchefelon.
Le pape Benoît XIII saisit avec empressement l'occasion de transférer Rougemont à Besançon. Il est transféré en 1404.